# Communauté rurale de Darou Salam Typ
La commune de Darou Salam Typ est une commune rurale du Sénégal située à l'ouest du pays. 
Elle fait partie de l'arrondissement de Kael, du département de Mbacké et de la région de Diourbel.
Lors du dernier recensement, la CR comptait 7 849 personnes et 748 ménages.

## Histoire
cette ville fut fondée par Serigne bassirou MBACKE fils de Cheikh Ahmadou Bamba MBACKE

## Localités
La commune est divisée en 9 villages :
- Boustane Mbacké
- Darou Gueye
- Darou Salam Typ
- Foret Abdou Samath Gueye
- Nasrou Keur Diombo
- Nasrou Mbacké
- Taw Fekh Khayga
- Taw Darou Marnan
- Tewel Masseye Seye

## Économie
- Agriculture commerce et transformation de produits locaux